# 李諸赫
李諸赫（1975年12月13日－）英文名詹姆斯·凯森（James Kyson），是韓國出生的美国演員，他曾參演NBC的《英雄》，也有客串過《天堂执法者》、《海军罪案调查处：洛杉矶》、《沉睡谷》、《基本演绎法》和《犯罪心理：跨國救援》的演出。

## 早期生活
出生於首爾。

## 外部連結
- Official website （页面存档备份，存于）
- 李諸赫在互联网电影资料库（IMDb）上的資料（英文）